# Resolució 2008 del Consell de Seguretat de les Nacions Unides
La Resolució 2008 del Consell de Seguretat de les Nacions Unides fou adoptada per unanimitat el 16 de setembre de 2011. Després de recordar les resolucions anteriors sobre la situació a Libèria, el Consell va ampliar el mandat de la Missió de les Nacions Unides a Libèria (UNMIL) durant un any, fins al 30 de setembre de 2011. Alhora va autoritzar la Missió a seguir ajudar el govern liberià durant les eleccions generals de Libèria de 2011 en qüestions de suport logístic, coordinació d'assistència internacional i suport als grups d'interès liberians.
El Consell va demanar al Secretari General que desplegués una missió d'avaluació tècnica després de la presa de possessió del nou govern el 2012 sobre la transició en la seguretat i desenvolupar propostes per a canvis en la Missió. També va subratllar la necessitat de la UNMIL de coordinar estratègies amb l'Operació de les Nacions Unides a Costa d'Ivori (UNOCI) sobre seguretat fronterera, grups armats i l'afluència de refugiats de Costa d'Ivori a Libèria.